# PCB (mjukvara)

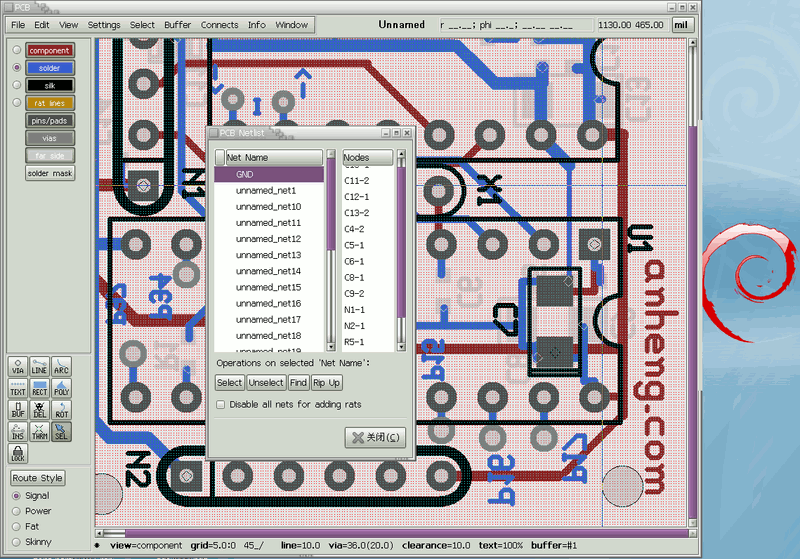
PCB EDA

PCB är ett program med öppen källkods för design (Electronic Design Automation, EDA) av mönsterkort. PCB utvecklades av Thomas Nau och använder GTK+ för sina GUI-widgets. Programmet kan skriva ut mönsterkortslayouter i PostScript eller Gerberfil.

## Historik
PCB skrevs 1990 först för en Atari ST och portades 1994 till Unix och X11. Från början var PCB inte tänkt att vara ett professionellt layoutsystem utan som ett verktyg för användare att göra småskalig utveckling av hårdvara. Den andra versionen 1.2 introducerade användarmenyer. Detta gjorde PCB lättare att använda och ökade dess popularitet. Harry Eaton tog över PCB-utvecklingen från och med Release 1.5, även om han bidrog med en del kod från Release 1.4.3. 
PCB innehåller en topologisk autorouter som heter Toporouter, utvecklad av Anthony Blake i ett Google-finansierat projekt 2008 med öppen källkod under handledning av D.J. Delorie. Den är mestadels baserad på en implementering av de algoritmer som beskrivs i Tal Dayans doktorsavhandling från 1997, "Rubberband based topological router". Denna router har under tiden anpassats för användning även med KiCad-projektet med öppen källkod. År 2013 klaffades pcb-rnd från PCB.

## Egenskaper
- Skalbara teckensnitt
- Lagergrupper för att hålla ihop signalerna
- Tilläggsdrivrutiner för enheter
- Gerber RS-274X och NC Drill output support
- Centroid (X-Y) datautgång
- PostScript och Encapsulated PostScript-utdata
- Råttboskapande från enkla nätlistor
- Automatiskt spel runt stift som genomborrar en polygon
- Flaggor för pins och vias
- Grupper av åtgärdskommandon kan ångras med en enda 'ångra'
- Enkel designregelkontroll (DRC)-kontrollerar minsta avstånd och överlappningsregler
- Rita direkt på sidenlagret
- Synliga lödmasklager och redigering
- Nätlistfönster
- Nätlistinträde genom att rita råttor
- Autorouter
- Fäst till stift och kuddar
- Elementfiler och bibliotek som kan innehålla hela underlayouter, metriska rutnät
- Upp till 16 kopparlagerdesigner som standard
- Spårningsoptimerare
- Råttbo
- Verifiering av anslutning
- Kan samverka med fria schematiska infångningsverktyg som gEDA och XCircuit
- GNU autoconf/automake-baserat byggsystem
- PCB är fri programvara

## Filformat

### Import
PCB accepterar textfiler i form av nätverkslistor och tillhörande stift. Sådan fil kan produceras från ett GEDA- eller XCircuit-program eller något annat.

### Export
- bom: Materialförteckning.
- gcode: G-kod.
- gerber: Gerber.
- .ps: PostScript .
- .eps: Eps.
- .png: Bild.
- .nelma: Nelma.
- .gsvit
- .pc-d-356